# Sông Ekityki

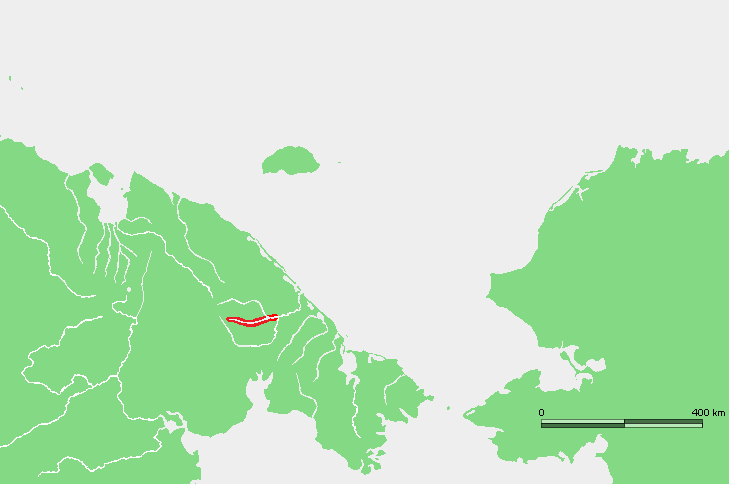
Vị trí dòng chảy sông Ekityki.

Ekityki (hay Ekittyki) là một sông tại khu tự trị Chukotka, thuộc vùng Viễn Đông Nga. Sông chảy tại miền trung Chukotka, qua hồ Ekityki và là chi lưu hữu ngạn của sông Chantalveergyn, một chi lưu tả ngạn của sông Amguyema.
Sông Ekityki chảy qua các vùng dân cư thưa thớt của lãnh nguyên Đông Siberia. Trên sông có cá hồi, cá hồi trắng, Thymallus, cá chó, cá Osmer, cá tuyết sông, Salvelinus confluentus và cá chạch.
Phần cực đông của lưu vực sông vẫn còn loài Tê giác lông mịn (Coelodonta antiquitatis).